# 技術英語能力検定
技術英語能力検定（ぎじゅつえいごのうりょくけんてい）は、一般社団法人日本能率協会(Japan Management Association) JSTC技術英語委員会が運営している日本における英語検定のひとつ。2020年5月（第123回・中止）から「工業英語能力検定（こうぎょうえいごのうりょくけんてい；工業英検）」から「技術英検」に試験名称等を変更、2021年4月から主催団体名も公益社団法人「日本工業英語協会」(Japan Society for Technical Communication、略称JSTC)から「日本技術英語協会」（英語名・略称に変更なし）に変更したが、2022年7月から日本能率協会が吸収合併して本検定の事業を継承した。文部科学省後援試験。
一般の英語検定（いわゆる英検やTOEIC等）と異なり、科学技術英語に特化した英語検定である。

## 技術英語
技術英語とは、科学技術情報のコミュニケーションに必要な英語のことである。科学技術野では一般の英語能力とは別に、受け手側の想像力により色々と複数の解釈できてしまうことがないように事実を正確・簡潔に伝える能力が求められる。日本技術英語協会ではこの基本的な能力を3C（Clear, Correct Concise）と定義し検定や教育プログラムの根底に据えている。

科学技術の研究に従事する技術者や研究者にとっては、学会や論文等での国際的な技術交流が不可欠であり、限られた頁数と図表でその技術について誤解のないように表現できる能力は重要になっている。このような文書を作成するためには一定のスタイルを学ぶことが必要であり、技術英語検定の受験に向けた学習を通して習得が可能である。

また、商品開発や生産に従事する技術者には、取扱説明書、仕様書、規格等を正確に表現し理解する能力が重要で、いずれにおいても一般的な英語能力に加えて専門用語や専門技術知識を充分に理解しておく必要がある。更に、グローバル化が進む現代では海外への工場移転により、生産現場でのコミュニケーション能力も求められる。第一線監督者にとっても技術英語の必要性が益々高くなっている。
技術英語は技術者、研究者が学ぶべき英語であることは前述のとおりだが、その応用範囲は工業分野のみならず産業界で幅広く応用が可能である。農業、鉱業、医療などの分野においても3Cの視点から表現力や読解力を獲得することが今後一層必要となるであろう。

## 受験級
第123回技術英語能力検定以降の受験級は、以下の4つに分けられる。
プロフェッショナル及び準プロフェッショナルは同一のプロフェッショナル試験で判定され、得点によってプロフェッショナルまたは準プロフェッショナルに認定される。
- プロフェッショナル：科学・技術分野の英語文書を読みこなし、かつ正しく、明確に、簡潔に書くことができる。
  - 準プロフェッショナル：上記に準ずる。
- 1級：科学・技術に関する英文を読むことができる。英文資料の要約、議事録、英文E-mail等の短文が書ける。
- 2級：科学・技術英語の語彙力があり、構文・文法を理解している。
- 3級：科学・技術英語の基礎的な語彙力があり、構文の基礎を理解している。

なお、工業高等学校のジュニアマイスター顕彰制度では、プロフェッショナル合格者には30ポイントが付与される。同顕彰制度とは別に各回の等級別最優秀学生には文部科学大臣賞が授与される。

### 2020年5月以前
第122回工業英語能力検定までの工業英語能力検定は以下の受験級に分かれていた。
- 1級：工業英語の専門家としての実務能力を有しているレベルで、実務上、工業英語を指導できる。
- 2級：実務経験者を標準とし、工業英語全般の知識を有している。
- 準2級：大学専門課程・大学院、高等専門学校専門課程の工業英語の知識を有している。
- 3級：大学工学部低学年、高等専門学校高学年程度の工業英語の応用知識を有している。
- 4級：工業高校、高等専門学校低学年程度の工業英語知識を有している。

### 2014年以前
2014年までの工業英語能力検定は以下の受験級に分かれていた。
- 1級：工業英語の専門家としての実務能力を有しているレベルで、実務上、工業英語を指導できる。
- 2級：工業英語全般の知識を有している。
- 3級：工業英語の応用知識を有している。
- 4級：工業英語の基礎知識を有している。

## 認定団体の再編
公益社団法人日本技術英語協会は2022年7月1日を以て、グループ法人である一般社団法人日本能率協会に吸収合併されることが決定された。吸収合併以降も技術英語能力検定試験及び技術英語教育研修事業は継続して実施される見込み。